# Toulava
Toulava je turistická oblast, která se rozkládá na pomezí jižních a středních Čech. Centrem oblasti je město Tábor, které je zároveň střediskem národopisného regionu Kozácko. K dalším významným městům, které do oblasti spadají, patří Sedlčany, Bechyně, Milevsko, Mladá Vožice, Chýnov, Sezimovo Ústí a Planá nad Lužnicí.
Hlavními turistickými atrakcemi regionu jsou historické centrum města Tábor s gotickou radnicí, katakombami, kostelem Proměnění Páně, středověkými hradbami či poutním kostelem v Klokotech nebo Milevský klášter. Vodáky láká řeka Lužnice, jejíž tok zde prochází nejhezčím úsekem v hlubokém skalnatém kaňonu. K historickým, ale i lázeňským městům patří Bechyně s technickou památkou – mostem zvaným Bechyňská duha, po němž vede nejstarší elektrifikovaná železniční trať v Rakousku-Uhersku, postavená Františkem Křižíkem. Přírodní zajímavostí regionu je Chýnovská jeskyně. 
V roce 2012 byla zavedena regionální značka výrobků a služeb "TOULAVA Regionální produkt" v rámci Asociace regionálních značek. V roce 2013 vznikla obecně prospěšná společnost Toulava, která byla založena s podporou obcí a Místních akčních skupin.